# 李朝安
李朝安（？—？）為中國清朝武官官員，本籍福建。武生員出身的李朝安於1863年（同治2年）奉旨接替王國忠，於台灣地區擔任台灣水師協副將。而隸屬台灣鎮之下的此官職是台灣清治時期的這階段，全台灣的海防軍事層級最高武將，其統帥三標水營，數千名水師兵勇。
| 前任： 王國忠 | 台灣水師協副將 1863年上任 | 繼任： 葉晞暘 |